# ММР-06
ММР-06 — советская метеорологическая ракета. Длина 3,48 м, полный вес 130 кг. ММР-06 изготавливалась в двух модификациях: головная часть первой была конической; у второй, ММР-06М, головная часть отделялась от ракеты и некоторое время продолжала подъём самостоятельно, её называли «дротик». Максимальная высота подъёма — 60-80 километров. В период с 1988 по 1992 62 ракеты ММР-06M были запущены с бывшего полигона армии ГДР Цингст для измерения скорости ветра и температуры в верхних слоях атмосферы.

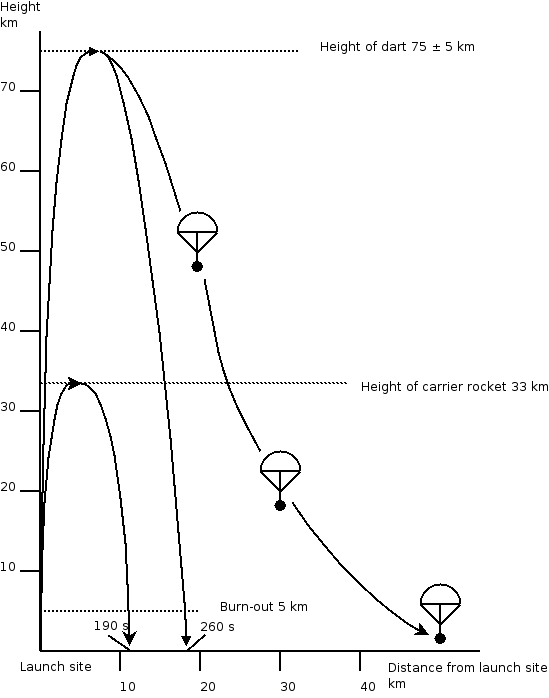
Траектория полёта ММР-06М

## Технические характеристики
| Полная масса                                                    | 134 ± 5 кг |
| Масса пустой ракеты                                             | 58 кг      |
| Масса топлива                                                   | 78 кг      |
| Диаметр                                                         | 0,2 м      |
| Длина (полная)                                                  | 4,14 м     |
| Расстояние от дюз до центра тяжести при пуске                   | 1,445 м    |
| Расстояние от дюз до центра тяжести на момент выгорания топлива | 1,872 м    |